# Куельйо
Куельйо (ісп. Cuello) — руїни міста цивілізації мая в окрузі Ориндж-Волк (Беліз). Є одним з найстаріших міст мая. Назва походить від ферми родини Куельйо.

## Історія
Стародавня назва невідома. Перші люди з'явилися тут близько 2600 року до н. е. Втім за археологічними дослідження поселення постало лише близько 1200 року до н. е. Вже у ранні часи населення мало соціальну структуру, поділялося на простолюд і знать.
Стосовно часу утворення держави навколо цього поселення немає достеменних відомостей. Наприкінці докласичного періоду були встановлені торговельні зв'язки з містами-державами у Петені, Петешбатуні, у долині Мотагуа і гірської частини мая. Близько 400 року до н. е. місто зазнало нападу невідомого ворога, про що свідчать руйнування будов й масове жертвопринесення.
Найважливішими речами торгівлі були харчі, обсидіан та нефрит. Археологи встановили, що раціон жителів Куельйо становив 30 % маїсу, 7 % собака, білохвостий олень, прісноводні черепахи. На початку класичного періоду населення сягнуло 3 тисяч осіб.
Занепад відбувся у 2-й половині IX століття. Остаточно залишено до 900 року, хоча існує версія, що мешканці продовжували перебувати тут до 1000 року. Втім остання цифра не є повністю визнаною.

## Опис
Розташовано на відстані 5 км від міста Оріндж-Волк. Загальна площа становить 1,4 км2.
Нині тут можна побачити руїни храму, площ, будинків, палацу, декілька підземних комор. В одній з могил, де було поховано немовля, вчені знайшли коштовне каміння. Його мешканці жили в солом'яних будинках, які були побудовані на вершині низьких платформ, що були вкриті стукко. Найбільш добре збереженою є Споруда 326, яка має розмір 4 м заввишки й 8 м завдовжки. У житлових районах знайдено парову лазню 900 року до н. е.
Розкопано піраміду (Споруда 351), яку датують 100 роком н. е. Згодом її було перетворено на ступінчасту піраміду-храм, пізню версію Споруди 351, що позначена як Споруда 35.
Керамічні вироби поділяються на відповідні фази: Свосі (1200—900 до н. е.), Блад (900—650 до н. е.), Лопес-Мамон (650—400 до н. е.), Кокос (400 до н. е. — 250 н. е.).

## Історія досліджень
Виявлено у 1973 році Норманом Хаммондом. Останній продовжив розкопки до 1980-х років.